# Никола Радосављевић
Никола Радосављевић (Ужице, 5. фебруар 1991) српски је уметник који се бави графиком, цртежом и проширеним медијима у области цртежа.

## Биографија
Никола Радосављевић је рођен 1991. у Ужицу, Србија. Дипломирао је, а потом и магистрирао 2015. на Факултету примењених уметности у Београду, одсек примењене графике, у класи редовне професорке Гордане Петровић. Тренутно је на другој години Докторских студија Факултета примењене уметности у Београду, где је и запослен у звању сарадника демонстратора на предмету графика. Члан је Удружења ликовних уметника Србије, графичка секција. Приредио је преко двадесет самосталних изложби у Котору, Краљеву, Београду, Новом Саду... Учествује на групним изложбама у земљи и иностранству (Србија, Холандија, Немачка, Кина, Швајцарска, Русија, САД...). Увршћен је у 39 најуспешнијих младих људи у земљи, област визуелне уметности, у новембарском издању ELLE магазина „39 најуспешнијих млађих од 30”.

## Награде
Добитник је седамнаест награда и признања у области цртежа и графике, од којих се издвајају награда Учитељског факултета у Ужицу 2013. на XI Међународном графичком бијеналу суве игле, Специјална награда жирија за иновацију у стрип уметности за уметничку књигу на Међунардном салону стрипа, СКЦ, Београд, 2014. и 2016. Добитник је златне медаље, као део тима, на Прашком квадријеналу 2015. за национални наступ студентске секције „For provoking a dialogue”. Године 2016. добитник је награде ФПУ за најбољи графички лист на мастер студијама из фонда Михајло С. Петров, Музеј примењених уметности Београд, те награде за допринос техници суве игле и графички лист на VI Међународном бијеналу EX LIBRIS-а, Историјски архив, Панчево. Добитник је плакете за допринос Светском бијеналу цртежа у Остену, Македонија, 2017.